# Alexandrowka
Alexandrowka is de Russische kolonie in het noorden van Potsdam. Ze bestaat uit 13 houten huizen, die in de jaren 1826 en 1827 in Russische stijl gebouwd werden in opdracht van de Pruisische koning Friedrich Wilhelm III. Het ontwerp was van de bekende Pruisische tuin- en landschapsarchitect Peter Joseph Lenné.
De wijk diende als onderkomen voor de Russische zangers van het eerste Pruisische Garderegiment. Ieder huis is door een ruime tuin omgeven (zodat de bewoners hun eigen gewassen en producten konden verbouwen). In het noorden wordt de kolonie afgesloten door de Kapellenberg, waarop de Alexander Newski kerk staat. Ook deze kerk werd speciaal voor de kolonisten gebouwd, om hier hun eigen geloof te kunnen belijden. Als voorbeeld voor de kolonie diende het park Glasovo in Sint-Petersburg. Sinds 1999 is de hele kolonie inclusief kerk en tuinen onderdeel van de wereld-erfgoedlijst van UNESCO. De laatste jaren is door monumentenzorg, restauratoren en de huiseigenaars druk gewerkt aan de complete restauratie van het hele project. Hierdoor moet de kolonie voor verval worden behoed en is zij in originele staat teruggebracht.

## Een Russische kolonie in Potsdam
De in de dertiger jaren van de 19e eeuw ontstane kolonie heeft zijn wortels in de vriendschappelijke betrekkingen tussen Pruisen en Rusland. In 1812 was het door een militair verbond tussen Pruisen en Rusland tot een toenadering tussen beide landen gekomen. De tsaar Alexander en Friedrich Wilhelm III konden het bijzonder goed met elkaar vinden.
In oktober 1812 kwamen 62 gevangengenomen Russische soldaten naar Potsdam. Het was de wens van de koning, dat er een “Russisch zangkoor” gevormd zou worden. Dit werd ingelijfd bij het Eerste Garderegiment. Het Pruisische leger kwam met de Russische muzikanten tot aan de Franse hoofdstad. Zij vermaakten het Pruisische leger met zoals dat heette “Gesang und Tamburin mit kleinen Glöckchen”. Als geschenk van de Russische tsaar bleven de zangers aan het koninklijke hof in Potsdam verbonden. Overleden muzikanten werden door de tsaar in 1815 door nieuwe vervangen.

## Het ontwerp

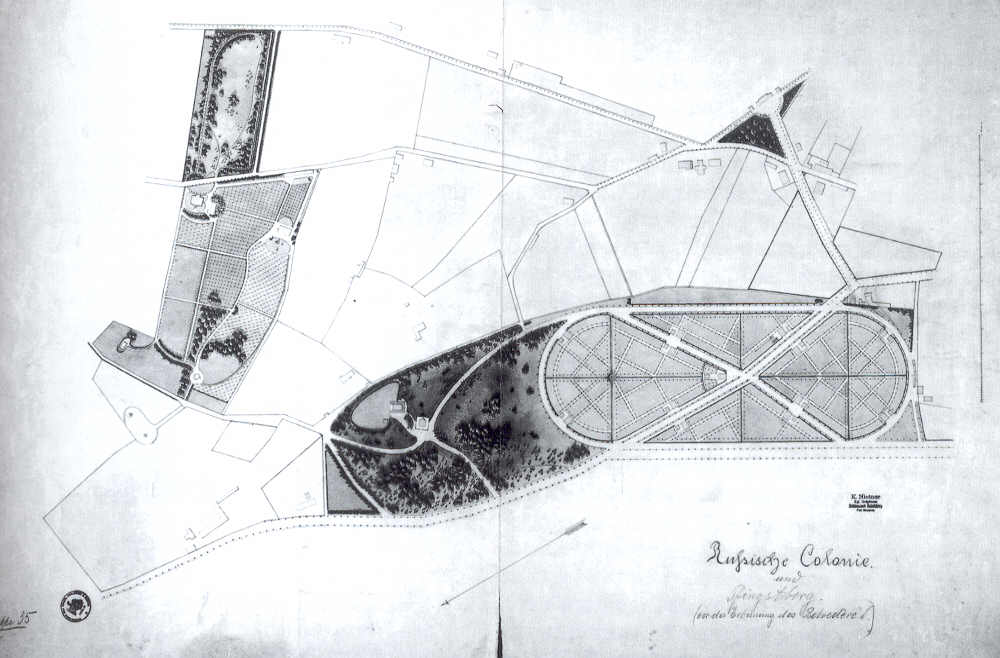
Ontwerptekening van Lenné voor Alexandrowka

Peter Joseph Lenné kreeg de opdracht de kolonie te ontwerpen. Als voorbeeld diende de Russische soldatendorpen uit de 18e eeuw en verder had Friedrich Wilhelm III ook nog wat ideeën. De kolonie is opgebouwd rond een Andreaskruis. Dit is als eerbetoon aan de H. Andreas, een van de belangrijkste heiligen in het Russisch orthodoxe geloof. De noordelijke “kop” (op de ontwerptekening hiernaast links van het Andreaskruis) wordt gevormd door de Kapellenberg. Deze berg, gevormd door puinresten, heette vroeger Minenberg (later Alexanderberg). Hierop werd een kerk gepland, de Alexander Newski-kerk. Uiteraard om de kolonie goed te kunnen overzien. 100 militaire handwerklieden bouwden de 13 huizen en de bijbehorende hoeven. Het veertiende huis werd naast de kerk gebouwd. Hierin bevond zich op de bovenetage de koninklijke Samowarstube en op de benedenetage het woonhuis van de pope.
Eind 1826 waren alle huizen klaar. Volgens decreet van de koning mochten alleen getrouwde mannen in de huizen wonen. Een paar mannen waren al getrouwd met dames, die ze op de veldtochten naar Frankrijk hadden leren kennen, maar anderen trouwden met meisjes uit Potsdam. Op 2 april 1827 werden de huizen feestelijk in gebruik genomen. De huizen mochten niet worden verkocht en konden uitsluitend in de mannelijke lijn vererfd worden. Daardoor vervielen veel huizen in de daaropvolgende decennia aan de koning, die ze vervolgens aan verdienstelijke opperwachtmeester ter beschikking stelde. Na 100 jaar werden nog maar 4 huizen door afstammelingen van de zangers bewoond. Nu zijn het er nog slechts 2, die van de familie Schisskoff en Grigorieff. Aan enkele huizen zijn nog houten bordjes te zien met daarop de namen van alle bewoners van de huizen.

## De Alexander Newski-kerk

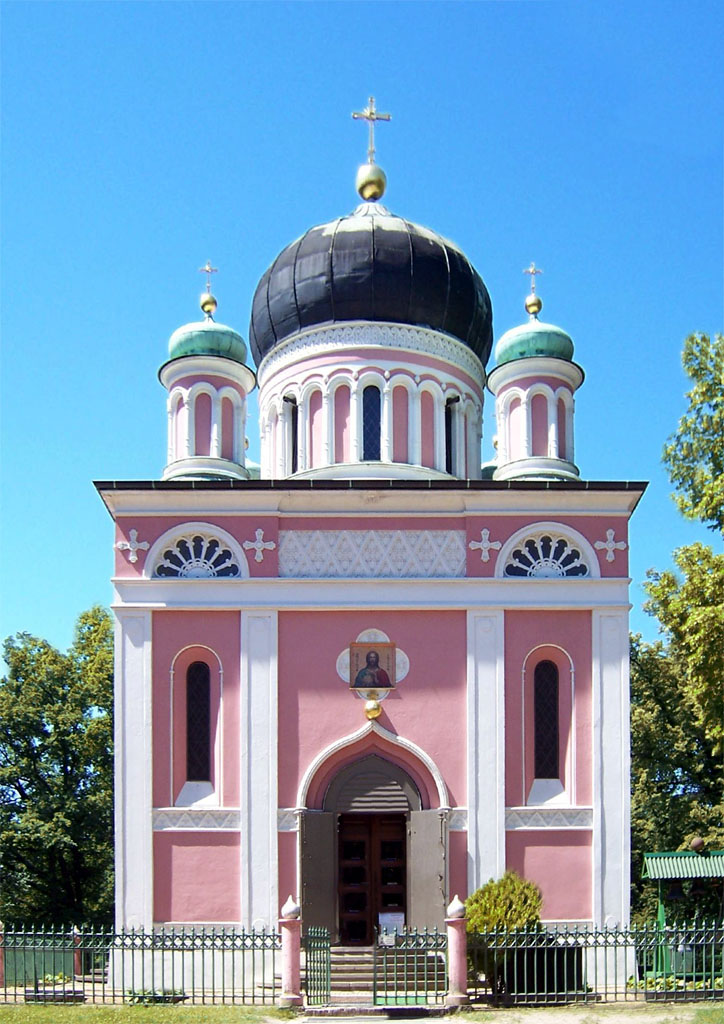
De Alexander Newski-kerk

De afsluiting van de bouwwerkzaamheden in de kolonie werd gevormd door de bouw van de kerk, die aan Alexander Newski werd gewijd. Voor het ontwerp werd speciaal Karl Friedrich Schinkel uitgenodigd. Hij was in die tijd bezig met ontwerpen voor Slot Glienicke en het Altes Museum. Als basis voor het ontwerp diende een verkleinde vorm van de (inmiddels niet meer bestaande) Desjatinkerk in Kiev, een ontwerp van de Russische bouwmeester Stassow. Op 11 september 1826 werd op de Minenberg in het bijzijn van Friedrich Wilhelm III de eerste steen gelegd. De bouwtijd bedroeg 3 jaar en traditionele Russische en classicistisch-Duitse bouwtradities zijn met elkaar verbonden. Het geheel zou nogmaals de vriendschap tussen het Pruisische en Russische vorstenhuis onderstrepen.
In alle vier windrichtingen zijn de gevels gelijk. In het oosten zien we uiteraard de halfronde apsis als afsluiting van de kerk. De gevellengte bedraagt 10,10 meter. Boven de deuren zijn in schilderingen op lavasteen schutspatronen afgebeeld. In het noorden is het Theodorus Stratilates, de schutspatroon van de soldaten. In het zuiden Alexander Newski, de grootvorst en nationale heilige van Rusland. Boven het westelijke portaal is Jezus Christus afgebeeld. Sinds de restauratie in 1977 is de kerk weer in de oude kleurstelling te bewonderen. In het veertiende huis van de kolonie (naast de kerk) woont heden ten dage weer de aartspriester. Hij heeft de zorg over 1000 orthodoxe gelovigen van diverse nationaliteiten. Hun regelmatige bijeenkomsten in de Alexander Newski-kerk houdt het geloof én de geschiedenis van de Russische zangers in Pruisen levendig.

## Het museum Alexandrowka
Het "Huis nummer 2" werd in 2000 door Dr. H.A. Kremer verworven met als doel er een museum voor en over de kolonie te stichten. Na restauratie opende het museum in 2005 haar poorten. Op de begane grond zijn de museumzalen, een kleine bistro en een shop gevestigd. De bovenverdieping dient als woonhuis. Het gehele gebouw is volgens monumentenprincipe gerestaureerd. Daarnaast beschikt het gebouw over een tuin van 2000m2, waarin de tuingedachten van Lenné zijn gereconstrueerd. Hier vindt men ook meer dan 500 verschillende "gerenatureerde" vruchtboomsoorten.